# メーワール

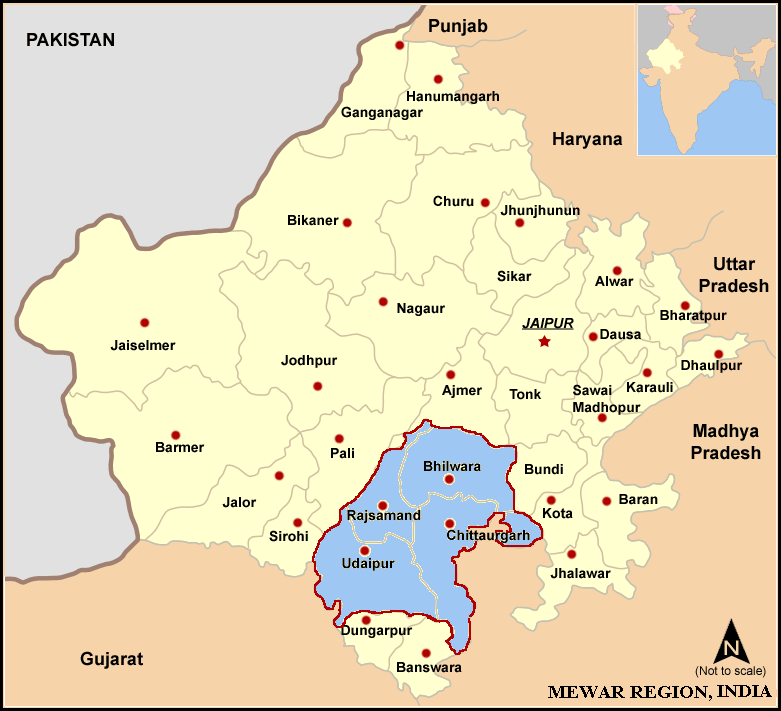
メーワール地方

メーワール（ヒンディー語：मेवाड़、英語：Mewar）は、インドのラージャスターン州、現在のウダイプル県、チットールガル県、ビールワーラー県、ラージサマンド県に相当する地域。この地域はメーワーリー語の話者が多い。

## 歴史

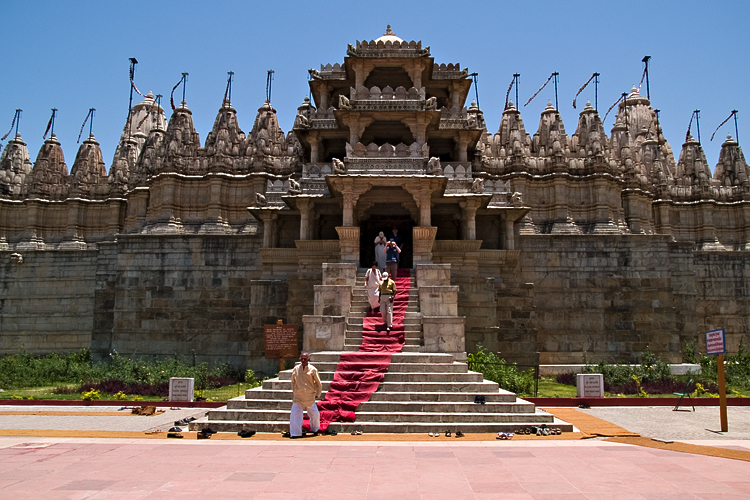
ランクプルの寺院

かつて、シソーディヤー氏族のメーワール王国がこの地域を支配した。
1568年、アクバルがメーワール王国の首都チットールガルを占領した。だが、君主ウダイ・シング2世はこの地を放棄し、新たにウダイプルを都とした。
1818年、イギリスがマラーター戦争に勝利したのち、メーワール王国などはイギリス保護下の藩王国となった。
1947年のインド・パキスタン分離独立後、現在の4県、つまりウダイプル県、チットールガル県、ビールワーラー県、ラージサマンド県として行政区画が敷かれた。